# Mindre mållesäckmal
Mindre mållesäckmal, Coleophora jaernaensis, är en fjärilsart som beskrevs av Jan Olov Björklund och Göran Palmqvist 2002. Mindre mållesäckmal ingår i släktet Coleophora, och familjen säckmalar, Coleophoridae. Enligt den svenska rödlistan är det kunskapsbrist, DD, om arten i Sverige. För att en art ska klassificeras i denna kategori skall det finnas misstankar om att de kan vara hotad eller försvunnen. För mindre mållesäckmal kan inga hot  anges, faktaunderlaget bedöms vara otillräckligt för att avgöra rödlistningskategori. Mindre mållesäckmal var länge bara känd från östra Svealand i hela världen, men på senare tid har den också rapporterats från Finland, Lettland och Tyskland. I Sverige har den hittills endast påträffats i Södermanland, Uppland och Västmanland. Den förekommer i jordbrukslandskapet men är inte närmare studerad, och larvens värdväxt är inte känd men förmodas vara Ogräsmållor (Chenopodium) och/eller Fetmållor (Atriplex).